# Chadiza (Sambia)
Chadiza ist ein ländlicher Ort im Norden der Ostprovinz in Sambia, 40 Kilometer östlich von Katete und 50 Kilometer südlich von Chipata. Chadiza liegt etwa 1050 Meter über dem Meeresspiegel und ist Sitz der Verwaltung des gleichnamigen Distrikts.

## Infrastruktur
Die Great East Road ist nicht weit entfernt. Der Marktzugang ist somit gewährleistet. Die übrigen Wege sind grenzüberschreitend passierbar. Es gibt ein Krankenhaus, Grund- und Sekundarschulen, eine der letzteren mit Internat, eine nichtasphaltierte, 1200 Meter lange Flugpiste. Elektrizität soll demnächst mit dem Ausbau der Leitungen nach Norden kommen.